# 卢婷
卢婷（日语： Rū Tin；1993年12月21日—）是日本女性声优，I'm Enterprise所属。在中国出生，但3岁时迁居至日本大阪府生活。日本播音演技研究所毕业。

## 演出作品
※粗字是指主角或主要角色。

### 電視動畫
2013年
- 我女友与青梅竹马的惨烈修罗场（女学生B）

2015年
- 偶像大師 灰姑娘女孩（盐见周子）

2016年
- 不愉快的妖怪庵（女学生C）
- LoveLive!Sunshine!!（女学生）

2017年
- 偶像大師 灰姑娘女孩劇場（第一、二期）（盐见周子）

2018年
- 偶像大師 灰姑娘女孩劇場（第三期）（盐见周子）

2019年
- 偶像大師 灰姑娘女孩劇場 CLIMAX SEASON（鹽見周子）

2021年
- SELECTION PROJECT（當麻菜菜、松下理沙〈後輩〉、澤部涼子〈發聲訓練員〉、大暮絹代〈舞蹈講師〉、電話音聲、母親、香山紗友〈化妝師B〉）

2022年
- IDOLiSH7 Third BEAT!（女性粉絲A、女性觀眾）

2023年
- 魔法少女毀滅者（女僕長、路人）
- 偶像大師 灰姑娘女孩 U149（鹽見周子）
- 機戰少女Alice Expansion（小鳥遊怜、籠目深紗希）

2024年
- 夢想成為魔法少女（古里栖母、花菱美冬）

### 網路動畫
2020年
- 偶像大師 灰姑娘女孩劇場 Extra Stage（鹽見周子）

### 游戏
2014年
- 激突!爆裂学园（柿彻子、绀青春香、大首凉）
- Tokyo 7th Sisters（前园梨朱理[4]）
- Knights of Girls（冰国的使者米蕾、黄泉的精灵杜兰德尔、冥界的弓士阿姆拉、纯丽的枪士米尔）[5]
- 魔女妮娜与土块战士（Chanter）

2015年
- 偶像大师 灰姑娘女孩、偶像大師 灰姑娘女孩 星光舞台（盐见周子）[6]
- 激突!爆裂学园（加手奈千代[7]、半栗美伊留[8]）
- BraveSword X BlazeSoul（日语：ブレイブソード×ブレイズソウル）

2016年
- （[9]）
- 城姬collect（日语：城姫クエスト）（岩櫃城、佐和山城）

2017年
- 偶像大師 灰姑娘女孩 鑑賞革命（日语：アイドルマスター シンデレラガールズ ビューイングレボリューション）（盐见周子）
- （[10]）
- 编队少女（日语：編隊少女 -フォーメーションガールズ-）

2018年
- 機戰少女Alice（小鸟游怜[11]）

2019年
- 明日方舟（守林人、夜烟）

2023年
- 忍者大師 閃亂神樂 NEW LINK（玉響）

2025年
- 女神異聞錄：夜幕魅影（李瑶铃）